# Герб Гремячинского городского округа
Герб Гремячинского городского округа — официальный символ Гремячинского городского округа Пермского края Российской Федерации.
Ныне действующий герб Гремячинского городского округа утверждён решением Гремячинской городской думой от 15 ноября 2018 года № 36 «Об утверждении Положений о Гербе и Флаге муниципального образования «Гремячинский городской округ»» и внесён в Государственный геральдический регистр Российской Федерации с присвоением регистрационного № 3087.

## Геральдическое описание герба
В рассеченном лазурью и зеленью поле золотые топор и кирка (обушок) накрест.

## Символика
Толкование символики герба глубоко корнями уходит в историю. Город Гремячинск возник в связи с освоением Гремячинского угольного
месторождения. Глубокой осенью 1941 года, в самые тяжелые для нашей Родины дни, Государственный комитет обороны принял решение – в
кратчайший срок освоить Гремячинское угольное месторождение, скоростными методами построить здесь шахты и поселок для шахтостроителей и шахтеров. В 1943 году первые эшелоны Гремячинского угля пошли на оборонные предприятия области. Впоследствии на территории города развивается и лесная промышленность, что символизирует на гербе зеленое поле.
Труд шахтеров и строителей в те военные годы был не механизирован и здесь основными инструментами были топор, кирка, ручная пила и лопата.
Основные виды инструментов - кирка, топор и были отображены на гербе.

## История

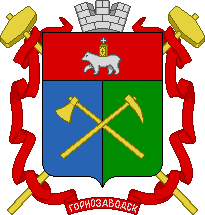
Герб Гремячинска 2002 года

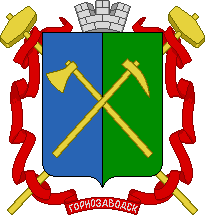
Герб Гремячинска 2002 года без верхней части

Решением Гремячинской городской Думы от 30 августа 2002 года № 186 «О гербе города Гремячинска», был утверждён герб города Гремячинска. 
Геральдическое описание: Герб города Гремячинска представляет собой в верхней части (1/3 щита) изображение серебряного медведя, идущего влево (геральдически вправо), помещенного на червленом (красном) поле, несущего на спине Евангелие в золотом окладе, на нем серебряный четырехконечный равносторонний крест с расширяющимися концами. Нижняя часть щита рассечена на лазуревое (синее) и зеленое поля, обремененные двумя золотыми накрест положенными топором и киркой (обушком), щит возвеличен трехбашенной серебряной короной, за щитом два накрест положенных золотых молотка, перевитых красной лентой, на которой под щитом написано: "Гремячинск".
Допускалось воспроизведение герба и без верхней части, с гербом Пермской области и без украшений в виде золотых молотков, перевитых красной лентой.
Который согласно решению Земского Собрания Гремячинского муниципального района от 27 января 2006 года № 123 «Об использовании герба города Гремячинска» использовался администрациями Гремячинского района, Гремячинского городского, Юбилейнинского, Шумихинского и Усьвинского сельского поселений в качестве символики при изготовлении печатей и бланков органов муниципальных образований до принятия собственной символики. 
Решением Земского собрания собрания Гремячинского муниципального района от 22 февраля 2007 года № 317 «Об учреждении герба Гремячинского муниципального района» решение Гремячинской городской Думы от 30.08.2002 №185 «О гербе города Гремячинска» считать утратившим силу.
Решением Гремячинской городской думой от 11 ноября 2018 года № 36 «Об утверждении Положений о Гербе и Флаге муниципального образования «Гремячинский городской округ» решение Земского Собрания Гремячинского муниципального района - от 22.02.2007 №317 «Об учреждении герба Гремячинского муниципального района» считать утратившими силу.